# Dereveane, Camenița
Dereveane (în ucraineană Дерев'яне) este localitatea de reședință a comunei Dereveane din raionul Camenița, regiunea Hmelnîțkîi, Ucraina.

## Demografie
Componența lingvistică a localității Dereveane
     Ucraineană (97,77%)
     Rusă (1,74%)
     Alte limbi (0,25%)
Conform recensământului din 2001, majoritatea populației localității Dereveane era vorbitoare de ucraineană (97,77%), existând în minoritate și vorbitori de rusă (1,74%).